# 哈干河
哈干河，位于中华人民共和国内蒙古自治区兴安盟科尔沁右翼前旗北部索伦镇境内，是洮儿河左岸支流，发源于索伦镇北部大兴安岭中段东坡海拔1369米的架子山，干流自源头呈弧形先向北再转东南流，于索伦镇政府驻地以东的索伦牧场四队以南汇入洮儿河。哈干河全长75.6千米，流域面积1013.44平方千米，河道平均比降4.52‰，年均径流量1.08亿立方米。哈干河干流索伦牧场三队以上为山地林区，两岸山高林密；以下为草原牧区，两岸为草原牧场，多沼泽湿地。